# مسجد الحبشي (دمنهور)
مسجد الحبشي هو مسجد تاريخي يقع في قلب المدينة القديمة بشارع سعد زغلول بدمنهور، مصر. جمع المعمار فيه كل فنون العمارة المملوكية. وضع حجر أساس المسجد محمود باشا الحبشي في 1917 وأكمله ابنه حسين في 1923. ويحيط بهذا المسجد سور له بابان يؤديان إلى حديقة المسجد وعلي يسار الباب الأول سبيل مياه يتخذ شكلًا مثمن الأضلاع. وبكل ضلع يتواجد صنبور المياه. ويعلوا كل صنبور زخارف نباتية. سجل المسجد في عداد الآثار الإسلامية بتاريخ 15 يناير 2024.

## معرض صور

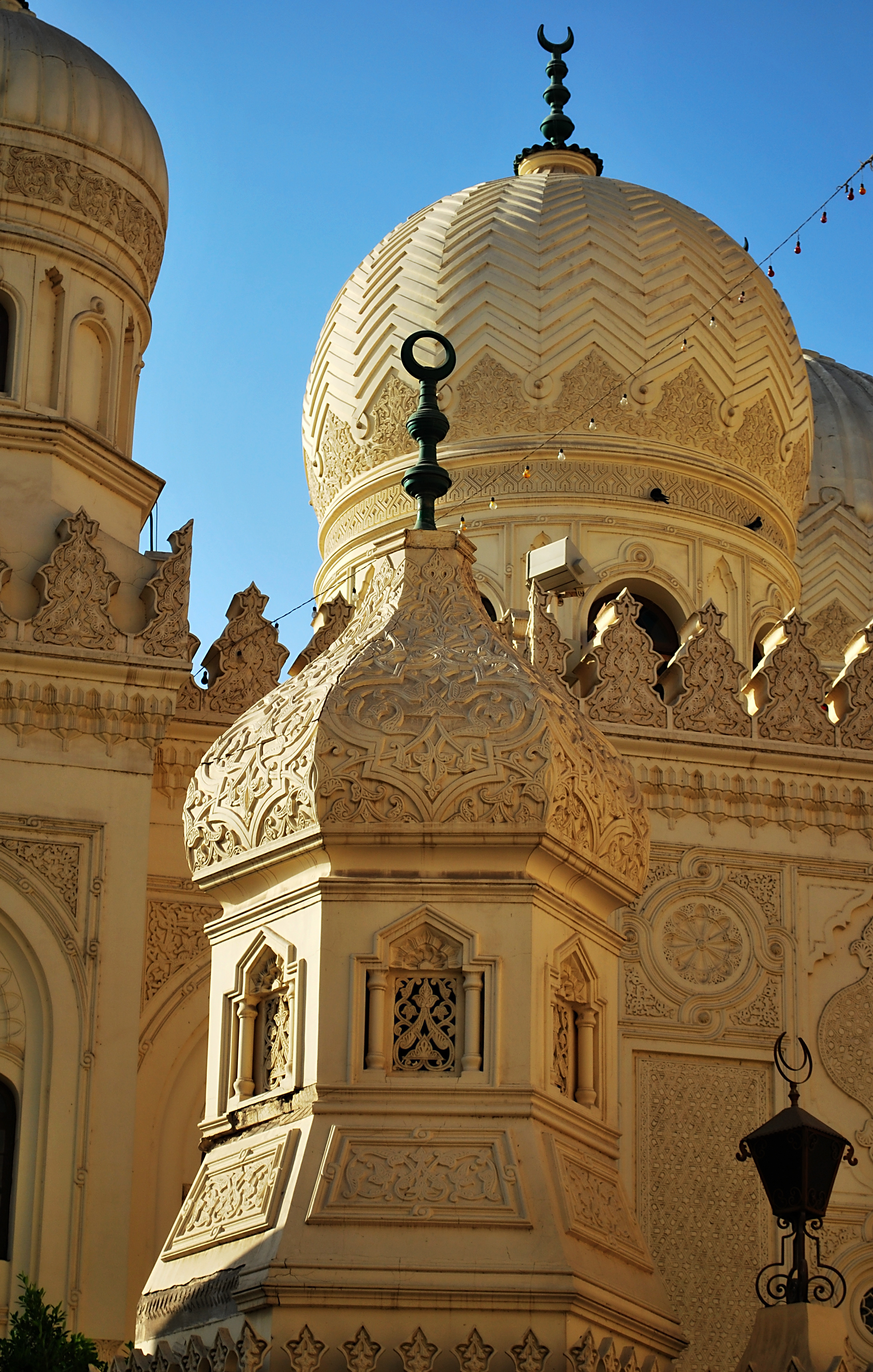
مأذنة مسجد الحبشي
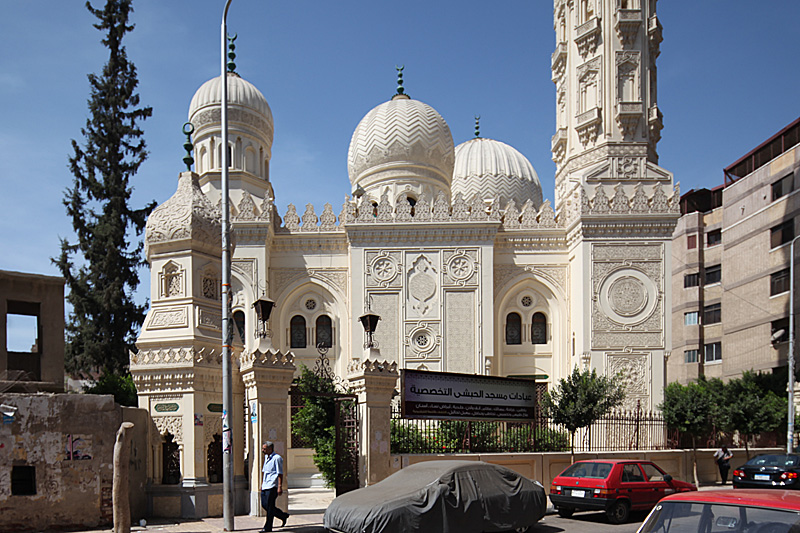
واجهة المسجد
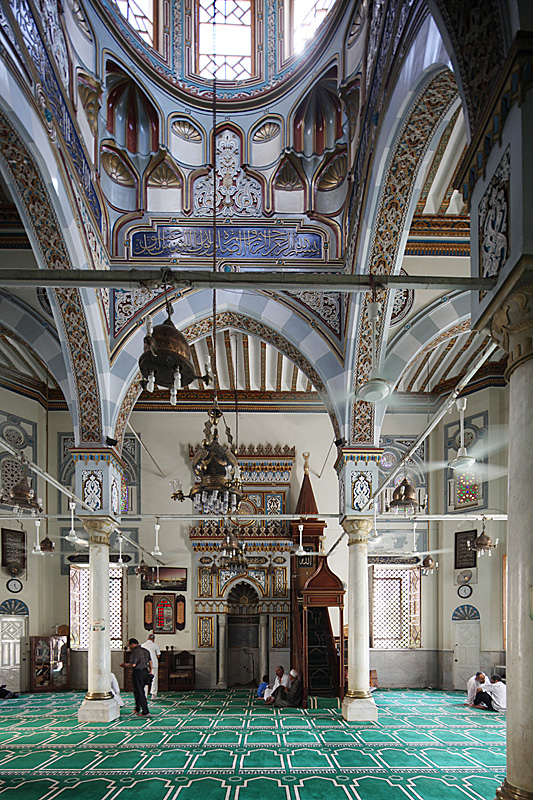
المسجد من الداخل
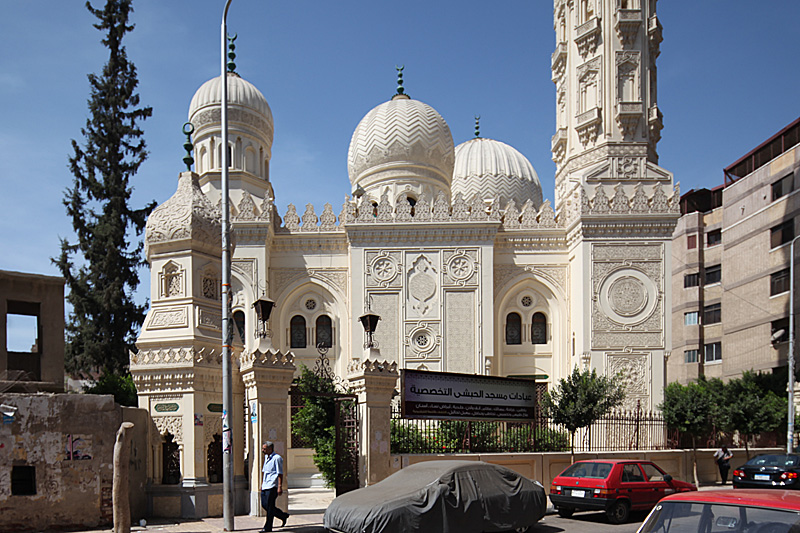